# 赠空大学
赠空大学指的是受美国国家航空航天局国家赠空学院与奖学金计划（英語：National Space Grant College and Fellowship Program）资助的教育机构。该计划由全美五十州加上华盛顿特区和波多黎各在内的52个教育联盟（consortia）组成，负责用于外太空研究的拨款。赠空学院计划是在赠地学院和赠海学院之后，美国另一个成功实施的教育政策项目。